# Mark Sultan
Mark Sultan (Montréal, 14 novembre 1973) è un musicista e produttore discografico canadese.
In principio è stato un membro di diversi gruppi musicali canadesi come gli Spaceshits, i Les Sexareenos, e i Mind Controls. Ha anche speso molto tempo della sua carriera esibendosi come sotto lo pseudonimo di BBQ, un nomignolo che lo ha seguito nel percorso musicale che ha compiuto con il membro e fondatore degli Spaceshits, Blacksnake, nella loro band composta da due persone, The King Khan & BBQ Show. Mark Sultan di solito si esibisce usando diversi pseudonimi tra cui ricordiamo Needles, Krebs, Von Needles, Skutch, Creepy, Bridge Mixture, Kib Husk, Noammnn Rummnyunn, Blortz, Celeb Prenup, e BBQ. Nel 2007 pubblicò il suo primo album da Mark Sultan intitolato Sultanic Verses. Nel 2010, pubblicò $ come Mark Sultan e The Ding Dongs, l'LP di debutto del duo Sultan-Bloodshot Bill.

## Storia

### Infanzia e adolescenza
Sultan nacque a Montréal, in Quebec. Durante l'adolescenza era molto interessato alla psicologia, ma al liceo crebbe seguendo il pensiero dell'anti-autoritarismo e cambiò idea al riguardo, in quanto non gli piaceva il fatto di dover accettare determinate cose riguardo alla psicologia. A un'età molto giovane, aveva l'abilità di ricordare testi di canzoni con precisione e accuratezza estrema.

### Nei The Spaceshits
Sultan cominciò la sua carriera musicale suonando la batteria in un gruppo chiamato Powersquat, il quale combinò numerose influenze musicali differenti nelle loro esibizioni dal vivo, caratterizzate da una notevole violenza. Dopo i Powersquat, Sultan si unì agli Spaceshits, un altro gruppo di Montréal i cui membri si avvicinarono a Sultan in quanto serviva nel gruppo un cantante e una voce principale. Sultan si offrì per il ruolo e il gruppo cominciò a scrivere canzoni con lui. Al tempo dell'arrivo di Sultan nel gruppo, i the Spaceshits erano composti da Oily Chi alla chitarra, Stinky B. al basso, e Skid Marks alla batteria, anche se entro pochi mesi dall'arrivo di Sultan, Stinky B. fu rimpiazzato al basso da Blacksnake. Tongues rimase come chitarrista principale fino al 1998, quando abbandonò il gruppo e fu sostituito da Alex Fantastic, che lasciò il gruppo nel 1999 dopo il tour Europeo.
I The Spaceshits, come i Powersquats, erano molto conosciuti per le loro violente esibizioni. In un primo momento, i set del gruppo non duravano più di 10 o 15 minuti, in cui il gruppo o i membri del pubblico creavano confusione, includendo addirittura fuochi d'artificio o battaglie di cibo.
Dopo numerose controversie legate al gruppo, molte delle quali accadute a Montréal durante le loro esibizioni, i the Spaceshits compirono un tour Europeo; quello che sarebbe stato l'ultimo del gruppo. Dopo la fine del tour, infatti, Blacksnake decise di lasciare il gruppo. Preferendo non continuare senza di lui, i membri decisero di sciogliere il gruppo, credendo che la band abbia avuto il suo corso, e che Blacksnake per loro sia stato come un fratello e quindi rimpiazzarlo sarebbe stato impossibile.

### Nei Les Sexareenos
Nell'estate del 1999, gli ex-Spaceshits Sultan e Marks si unirono all'ex-Daylight Lover, Choyce, per formare i Les Sexareenos. A unirsi a loro fu Annie, il cui organo della Farfisa aiutò a creare un suono significativamente differente da quello dei the Spaceshits. Nel gruppo, Sultan era batterista e cantante. Choyce e Marks avevano il ruolo rispettivamente di chitarrista e bassista, oltre ad essere i vocalisti principali. Il nome dei Les Sexareenos deriva da una pulp novel di Vin Saxon. Mentre era membro dei Les Sexareenos, Sultan pubblicò due LP, Live! In Bed, e 14 Frenzied Shakers.

### BBQ
Nei primi del 2002, i Les Sexareenos si sciolsero. Sultan iniziò a registrare da solo sotto lo pseudonimo di BBQ, un gruppo composto da un solo uomo in cui Sultan canta, suona la chitarra, e suona la batteria simultaneamente. Sotto lo pseudonimo di BBQ, Sultan si esibì con numerosi gruppi come i Bob Log III, i The Deadly Snakes, i The Woggles, i The Ponys, i Mr. Airplane Man, Nathaniel Mayer & The Shanks, i The Cool Jerks, i The Del-Gators, gli Scat Rag Boosters, i The Mystery Girls, i The Come-Ons, e i The Soledad Brothers. La carriera da solista dura dal 2002 al 2005, anno in cui comincia a diventare insoddisfatto di scrivere canzoni da solo e si riunisce con Blacksnake.
Nel 2005, BBQ pubblicò un album su Bomp intitolato Tie Your Noose; tutte le tracce furono registrate dal vivo nel 2004. Questo album fu uno degli ultimi progetti coordinati dal fondatore della Bomp e dallo storico del rock Greg Shaw prima della sua morte nel 2004.

### The King Khan & BBQ Show
A partire dal 2003, Sultan iniziò a registrare con King Khan sotto al nome di "The King Khan & BBQ Show." The King Khan & BBQ Show pubblicò il primo album nel 2005. A quest'album seguì un tour negli Stati Uniti, e successivamente un tour mondiale che includeva Europa, Australia, e Sud America. Nel 2006 pubblicano un secondo LP intitolato "What's for Dinner?" che fu pubblicato su In The Red Records. Il loro terzo LP, intitolato Invisible Girl, fu pubblicato durante novembre 2009 su In The Red Records. 

### Mark Sultan
Nel 2007, il primo LP, intitolato The Sultanic Verses, sotto il nome di Mark Sultan fu pubblicato sulla In The Red Records. Per la realizzazione dell'LP fu aiutato da persone come Choyce degli CPC Gangbangs, Jeff Clarke dei Demon Claws e da Jay Reatard. Nel 2010, il suo secondo LP, intitolato $, fu pubblicato attraverso la Last Gang Records.
A settembre del 2010, Sultan si offrì di fare una traccia per l'album compilation Daddy Rockin Strong: A Tribute to Nolan Strong & The Diablos - e registrò una cover del classico doo-wop degli anni cinquanta "The Wind". Poi, la The Wind Records, insieme alla Norton Records, pubblicò l'album.

### Almighty Defenders
Durante il tour in India del gennaio 2009 dei Black Lips, seguendo un incidente in uno show durante il quale Cole Alexander baciò il membro del gruppo Ian St. Pe ed espose le sue parti intime sul palco, i the Lips lasciarono il paese mentre varie voci del loro arresto circolavano su internet. Il tour fu cancellato e i membri del gruppo fuggirono a Berlino, residenza in Germania di King Khan, dove Sultan stava registrando delle tracce per l'album in arrivo dei The King Khan and BBQ Show intitolato Invisible Girl. In otto giorni prepararono 11 tracce con Khan e Sultan. Il 17 giugno, il gruppo completo fece il suo debutto dal vivo.

### The Ding Dongs
Nell'ottobre del 2009, Sultan completò un album con Bloodshot Bill. Il gruppo postò online due canzoni tratte dall'LP, che sarà pubblicato su Norton Records nel maggio del 2010 sotto il nome di The Ding Dongs. La pubblicazione dell'album fu rinviata dalla sua data di pubblicazione originale del 29 marzo 2010.

## La Sultan Records
Mark Sultan è anche il fondatore e il proprietario attuale della Sultan Records, un'etichetta discografica indipendente con base a Montréal, in Quebec. La Sultan Records ha pubblicato i lavori di diverse gruppi musicali garage rock come gli Scat Rag Boosters, i The Deadly Snakes, i The Daylight Lovers, e il gruppo stesso di Sultan, i the Spaceshits. È da molto tempo inattiva.